# Jan Kratochvíl (informatik)
Jan Kratochvíl (* 10. února 1959, Praha) je profesorem informatiky a bývalým děkanem Matematicko-fyzikální fakulty Karlovy univerzity.

## Vzdělání a zaměstnání
Vystudoval MFF UK v Praze, absolvoval v roce 1983, a titul CSc. získal tamtéž v roce 1987. V roce 1995 se na MFF UK habilitoval docentem. Profesorem v oboru informatika – teoretická informatika se stal v roce 2003 na téže fakultě. V letech 1994/95 a 1999 působil jako Visiting Associated Professor na Computer and Information Science Department University of Oregon. V letech 2003 až 2011 byl vedoucím Katedry aplikované matematiky MFF UK. Od 6. září 2012 do 5. září 2020 zastával funkci děkana MFF UK. Působí ve vědeckých radách ČVUT, MFF UK, FI MU v Brně a FEL ČVUT v Praze. V letech 2002 až 2010 byl předsedou České matematické společnosti, sekce JČMF.

## Vědecká činnost
Vědecká práce prof. Jan Kratochvíla se zaměřuje na teoretickou informatiku a diskrétní matematiku. Zabývá se strukturálními a algoritmickými otázkami teorie grafů, výpočetní složitostí, diskrétní a výpočetní geometrií. 
Jako autor a spoluautor se podílel na téměř 200 vědeckých publikacích, které zaznamenaly přes 1800 nevlastních citací v evidenci Web of Science a přes 5000 citací v Google Scholar. V hodnocení Research.com byl zařazen mezi Top scientists jak v informatice, tak v matematice za Českou republiku (2022). Byl spolueditorem více než 20 sborníků Lecture Notes in Computer Science (LNCS, Springer) a zvláštních čísel impaktovaných časopisů (mj. Discrete Mathematics, Theoretical Computer Science, European Journal of Combinatorics).
Vedl řadu týmů řešících vědecké granty, především v rámci bilaterálních kontaktů s USA. V letech 2011 až 2013 byl hlavním řešitelem a koordinátorem projektu GraDR Graph Drawings and Representations v rámci projektu EUROCORES European Science Foundation.
Jako člen programového výboru nebo jeho předseda se zúčastnil odborné přípravy řady mezinárodních informatických konferencí. Spolu s prof. A. Proskurowskim založil sérii konferencí GROW – Graph classes, Otimization, and Width Parameters (2001 Barcelona, 2005 Praha, 2007 Eugene, 2009 Bergen, 2011 Daejon, 2013 Santorini, 2015 Aussois, 2017 Toronto, 2019 Wien).

## Zahraniční pobyty a konference
Přednesl 15 zvaných plenárních přednášek na mezinárodních konferencích (EUROCOMB 2007, Sevilla; IWOCA 2007, Newcastle, Austrálie; SoCG 2011, Paříž; EuroCG 2012, Assisi a další). V roce 1994 získal stipendium Fulbrightovy komise, jako hostující profesor působil na Univerzitách v Metz a v LaBRI Bordeaux ve Francii a dvakrát na University of Oregon v USA.
Zúčastnil se výzkumných a přednáškových pobytů v zahraničí, např. na University of Idaho, Rutgers University, West Virginia University, Georgia Institute of Technology, University of New South Wales, University of Waterloo, University of Toronto, Odense University, Oxford University, Cambridge University, LaBRI Bordeaux a řadě dalších.

## Studenti
Na MFF UK vychoval 10 doktorandů: doc. Jiřího Fialu (KAM MFF UK Praha), prof. Petra Hliněného (FI MU Brno), RNDr. Jana Káru, prof. Daniela Kráľe (FI MU Brno), RNDr. Martina Pergela (KSVI MFF UK Praha), RNDr. Ondřeje Suchého (FIT ČVUT Praha), Mgr. Evu Jelínkovou (VŠCHT Praha), Mgr. Tomáše Vyskočila, Mgr. Tomáše Gavenčiaka a Mgr. Jana Štolu.

## Záliby a volný čas
Profesní život i osobní záliba v cestování zavedly prof. Jana Kratochvíla do mnoha zemí světa. Jako milovník přírody se na svých cestách věnuje fotografování a ve volných chvílích náruživě dokumentuje především přírodu. Uspořádal několik výstav a fotografiemi doprovodil sbírku básní svého otce J. Kratochvíla (nar. 1928) Čas kosení trávy.

## Vybrané publikace
- Jan Kratochvíl: String graphs. II. Recognizing string graphs is NP-hard. J. Comb. Theory, Ser. B 52(1): 67-78 (1991)
- Jan Kratochvíl: A Special Planar Satisfiability Problem and a Consequence of Its NP-completeness. Discrete Applied Mathematics 52(3): 233-252 (1994)
- Jirí Fiala, Ton Kloks, Jan Kratochvíl: Fixed-parameter complexity of lambda-labelings. Discrete Applied Mathematics 113(1): 59-72 (2001)
- Jirí Fiala, Petr A. Golovach, Jan Kratochvíl: Distance Constrained Labelings of Graphs of Bounded Treewidth. ICALP 2005: 360-372
- Patrizio Angelini, Giuseppe Di Battista, Fabrizio Frati, Vít Jelínek, Jan Kratochvíl, Maurizio Patrignani, Ignaz Rutter: Testing Planarity of Partially Embedded Graphs. SODA 2010: 202-221